# Sergej Ustjugov
Sergej Aleksandrovič Ustjugov, accreditato come Sergey Ustiugov dalla FIS (in russo Сергей Александрович Устюгов?; 8 aprile 1992), è un fondista russo, campione olimpico nella staffetta a Pechino 2022 e campione del mondo nello skiathlon a Lahti 2017.

## Biografia
In Coppa del Mondo ha esordito il 6 febbraio 2011 a Rybinsk (10°), ha ottenuto il primo podio il 15 dicembre 2013 a Davos (3°) e la prima vittoria l'11 gennaio 2014 a Nové Město na Moravě.
In carriera ha preso parte a due edizioni dei Giochi olimpici invernali, Soči 2014 (5° nella sprint) e Pechino 2022 (medaglia d'oro nella staffetta, 8º nella sprint), e a cinque dei Campionati mondiali, vincendo sette medaglie.

## Palmarès

### Olimpiadi
- 1 medaglia:
  - 1 oro (staffetta a Pechino 2022)

### Mondiali
- 7 medaglie:
  - 2 ori (skiathlon, sprint a squadre a Lathi 2017)
  - 4 argenti (sprint, staffetta, 50 km a Lahti 2017; staffetta a Seefeld in Tirol 2019)
  - 1 bronzo (staffetta a Val di Fiemme 2013)

### Mondiali juniores
- 6 medaglie:
  - 5 ori (sprint a Otepää 2011; 10 km, sprint, inseguimento, staffetta a Erzurum 2012)
  - 1 argento (staffetta a Otepää 2011)

### Coppa del Mondo
- Miglior piazzamento in classifica generale: 2º nel 2017
- 28 podi (21 individuali, 7 a squadre):
  - 6 vittorie (4 individuali, 2 a squadre)
  - 14 secondi posti (10 individuali, 4 a squadre)
  - 8 terzi posti (7 individuali, 1 a squadre)

#### Coppa del Mondo - vittorie
| Data                            | Località                                      | Nazione                  | Spec.                                                          |
| ------------------------------- | --------------------------------------------- | ------------------------ | -------------------------------------------------------------- |
| 11 gennaio 2014                 | Nové Město na Moravě                          | Rep. Ceca                | Sprint TL                                                      |
| 18 gennaio 2015                 | Otepää                                        | Estonia                  | Sprint a squadre TL (con Aleksej Petuchov)                     |
| 14 febbraio 2016                | Falun                                         | Svezia                   | 15 km TL MS                                                    |
| 11 dicembre 2016                | Davos                                         | Svizzera                 | Sprint TL                                                      |
| 31 dicembre 2016 8 gennaio 2017 | Val Müstair Oberstdorf Dobbiaco Val di Fiemme | Svizzera Germania Italia | Tour de Ski                                                    |
| 8 dicembre 2019                 | Lillehammer                                   | Norvegia                 | 4x7,5 km (con Ivan Jakimuškin, Evgenij Belov e Il'ja Poroškin) |

Legenda:

TC = tecnica classica

TL = tecnica libera

MS = partenza in linea

#### Coppa del Mondo - competizioni intermedie
- Vincitore del Tour de Ski nel 2017
- 25 podi di tappa:
  - 11 vittorie
  - 9 secondi posti
  - 5 terzi posti

##### Coppa del Mondo - vittorie di tappa
| Data             | Località    | Nazione  | Competizione    | Spec.       |
| ---------------- | ----------- | -------- | --------------- | ----------- |
| 1 marzo 2016     | Gatineau    | Canada   | Ski Tour Canada | SP TL       |
| 5 marzo 2016     | Québec      | Canada   | Ski Tour Canada | 15 km TL PU |
| 31 dicembre 2016 | Val Müstair | Svizzera | Tour de Ski     | SP TL       |
| 1 gennaio 2017   | Val Müstair | Svizzera | Tour de Ski     | 10 km TC MS |
| 3 gennaio 2017   | Oberstdorf  | Germania | Tour de Ski     | 20 km PU    |
| 4 gennaio 2017   | Oberstdorf  | Germania | Tour de Ski     | 15 km TL PU |
| 6 gennaio 2017   | Dobbiaco    | Italia   | Tour de Ski     | 10 km TL    |
| 30 dicembre 2017 | Lenzerheide | Svizzera | Tour de Ski     | SP TL       |
| 30 dicembre 2018 | Dobbiaco    | Italia   | Tour de Ski     | 15 km TL    |
| 28 dicembre 2019 | Lenzerheide | Svizzera | Tour de Ski     | 15 km TL MS |
| 31 dicembre 2019 | Dobbiaco    | Italia   | Tour de Ski     | 15 km TL    |

Legenda:

TL = tecnica libera

TC = tecnica classica

SP = sprint

PU = inseguimento

MS = partenza in linea